# Final da Copa Libertadores da América de 2015
A final da Copa Libertadores da América de 2015 foi a decisão da 56ª edição da Copa Libertadores da América. Foi disputada entre Tigres UANL, do México e River Plate, da Argentina em 29 de julho e 5 de agosto de 2015. Pela primeira vez o clube asteca chegou à final da competição, sendo a terceira equipe mexicana a alcançar tal instância no torneio.
Após um empate sem gols no jogo de ida, o segundo jogo terminou em 3–0 para o River Plate que conquistou o torneio pela terceira vez na história após os títulos de 1986 e 1996.

## Caminho até a final

### Segunda fase
| Equipe      | Pts | J | V | E | D | GP | GC | SG |
| ----------- | --- | - | - | - | - | -- | -- | -- |
| Tigres UANL | 14  | 6 | 4 | 2 | 0 | 16 | 7  | +9 |
| River Plate | 7   | 6 | 1 | 4 | 1 | 8  | 7  | +1 |
| Juan Aurich | 6   | 6 | 1 | 3 | 2 | 9  | 11 | –2 |
| San José    | 4   | 6 | 1 | 1 | 4 | 3  | 11 | –8 |

### Fase final
| Adversário             | Local | Placar |
| ---------------------- | ----- | ------ |
| Universitario de Sucre | Fora  | 2–1    |
| Universitario de Sucre | Casa  | 1–1    |
| Emelec                 | Fora  | 0–1    |
| Emelec                 | Casa  | 2–0    |
| Internacional          | Fora  | 1–2    |
| Internacional          | Casa  | 3–1    |

| Adversário   | Local | Placar |
| ------------ | ----- | ------ |
| Boca Juniors | Casa  | 1–0    |
| Boca Juniors | Fora  | 0–0    |
| Cruzeiro     | Casa  | 0–1    |
| Cruzeiro     | Fora  | 3–0    |
| Guaraní      | Casa  | 2–0    |
| Guaraní      | Fora  | 1–1    |

## Detalhes

### Jogo de ida
| 29 de julho   | Tigres UANL | 0 − 0     | River Plate | Estádio Universitário, San Nicolás de los Garza |
| 20:00 (UTC−5) |             | Relatório |             | Público: 40 000 Árbitro: PAR Antonio Arias      |

| Tigres UANL | River Plate |

| GL               | 1  | Nahuel Guzmán         |     |     |
| DF               | 2  | Israel Jiménez        |     |     |
| DF               | 4  | Hugo Ayala            |     | 41' |
| DF               | 3  | Juninho               |     |     |
| DF               | 6  | Jorge Torres Nilo     |     |     |
| MC               | 27 | Jürgen Damm           | 54' |     |
| MC               | 5  | Guido Pizarro         |     |     |
| MC               | 19 | Egidio Arévalo        |     | 70' |
| MC               | 11 | Damián Álvarez        |     |     |
| AT               | 9  | Rafael Sóbis          | 32' |     |
| AT               | 10 | André-Pierre Gignac   |     |     |
| Substitutos:     |    |                       |     |     |
| GL               | 22 | Enrique Palos         |     |     |
| DF               | 14 | Iván Estrada          |     |     |
| DF               | 24 | José Arturo Rivas     |     | 41' |
| MC               | 18 | José Francisco Torres |     |     |
| MC               | 23 | Gerardo Lugo          |     |     |
| MC               | 29 | Jesús Dueñas          |     | 70' |
| AT               | 16 | Enrique Esqueda       |     |     |
| Treinador:       |    |                       |     |     |
| Ricardo Ferretti |    |                       |     |     |

| GL               | 1  | Marcelo Barovero     |     |     |
| DF               | 25 | Gabriel Mercado      | 42' |     |
| DF               | 2  | Jonathan Maidana     |     |     |
| DF               | 6  | Ramiro Funes Mori    |     |     |
| DF               | 21 | Leonel Vangioni      | 4'  |     |
| MC               | 8  | Carlos Sánchez       |     |     |
| MC               | 5  | Matías Kranevitter   |     |     |
| MC               | 23 | Leonardo Ponzio      | 64' | 76' |
| MC               | 19 | Tabaré Viudez        |     | 46' |
| AT               | 7  | Rodrigo Mora         |     | 46' |
| AT               | 13 | Lucas Alario         |     |     |
| Substitutos:     |    |                      |     |     |
| GL               | 26 | Julio Chiarini       |     |     |
| DF               | 3  | Éder Álvarez Balanta |     |     |
| MC               | 10 | Gonzalo Martínez     |     | 46' |
| MC               | 16 | Nicolás Bertolo      |     | 46' |
| MC               | 27 | Lucho González       |     | 76' |
| AT               | 9  | Fernando Cavenaghi   |     |     |
| AT               | 29 | Javier Saviola       |     |     |
| Treinador:       |    |                      |     |     |
| Marcelo Gallardo |    |                      |     |     |

| Assistentes: Eduardo Cardozo Juan Zorrilla Quarto árbitro: Julio Quintana |

### Jogo de volta
| 5 de agosto   | River Plate                                     | 3 – 0     | Tigres UANL | Estádio Monumental de Núñez, Buenos Aires  |
| 22:00 (UTC−3) | Alario 44' · Sánchez 74' (pen) · Funes Mori 78' | Relatório |             | Público: 69 000 Árbitro: URU Darío Ubríaco |

| River Plate | Tigres UANL |

| GL               | 1  | Marcelo Barovero     |     |     |
| DF               | 18 | Camilo Mayada        |     |     |
| DF               | 2  | Jonathan Maidana     |     |     |
| DF               | 6  | Ramiro Funes Mori    | 47' |     |
| DF               | 21 | Leonel Vangioni      |     |     |
| MC               | 8  | Carlos Sánchez       | 76' |     |
| MC               | 5  | Matías Kranevitter   |     | 82' |
| MC               | 23 | Leonardo Ponzio      |     |     |
| MC               | 16 | Nicolás Bertolo      |     |     |
| AT               | 13 | Lucas Alario         | 9'  | 69' |
| AT               | 9  | Fernando Cavenaghi   | 56' | 77' |
| Substitutos:     |    |                      |     |     |
| GL               | 26 | Julio Chiarini       |     |     |
| DF               | 3  | Éder Álvarez Balanta |     |     |
| MC               | 10 | Gonzalo Martínez     |     |     |
| MC               | 15 | Leonardo Pisculichi  |     | 77' |
| MC               | 27 | Lucho González       |     | 82' |
| AT               | 22 | Sebastián Driussi    |     | 69' |
| AT               | 29 | Javier Saviola       |     |     |
| Treinador:       |    |                      |     |     |
| Marcelo Gallardo |    |                      |     |     |

| GL               | 1  | Nahuel Guzmán         |     |     |
| DF               | 2  | Israel Jiménez        | 17' | 77' |
| DF               | 3  | Juninho               | 19' |     |
| DF               | 24 | José Arturo Rivas     | 25' |     |
| DF               | 6  | Jorge Torres Nilo     | 72' |     |
| MC               | 27 | Jürgen Damm           |     |     |
| MC               | 5  | Guido Pizarro         |     |     |
| MC               | 19 | Egidio Arévalo        |     | 64' |
| MC               | 20 | Javier Aquino         |     |     |
| AT               | 10 | André-Pierre Gignac   | 22' |     |
| AT               | 9  | Rafael Sóbis          |     |     |
| Substitutos:     |    |                       |     |     |
| GL               | 22 | Enrique Palos         |     |     |
| DF               | 25 | Antonio Briseño       |     |     |
| MC               | 29 | Jesús Dueñas          |     | 64' |
| MC               | 11 | Damián Álvarez        |     |     |
| MC               | 15 | Manuel Viniegra       |     |     |
| MC               | 18 | José Francisco Torres |     |     |
| AT               | 8  | Joffre Guerrón        |     | 77' |
| Treinador:       |    |                       |     |     |
| Ricardo Ferretti |    |                       |     |     |

| Assistentes: Mauricio Espinosa Nicolás Tarán Quarto árbitro: Andrés Cunha |